# Drop-out (klinische Studie)
Als Drop-out bzw. Dropout (von englisch to drop out ‚aus etwas herausfallen‘, ‚an etwas nicht mehr teilnehmen‘, deutsch Patientenausfall oder kurz Ausfall, oder „Studienausscheider“) wird im medizinischen Fachjargon in der Regel der Proband einer wissenschaftlichen Untersuchung – insbesondere einer klinischen Studie – bezeichnet, der zwar ursprünglich für diese Untersuchung rekrutiert wurde, aber noch vor Beendigung der eigentlichen Studienphase aus dieser ausscheidet. Der Anteil der ausgeschiedenen Probanden/Patienten an den Gesamtteilnehmern wird Ausfallsquote und der Anteil ausgeschiedener Probanden/Patienten im zeitlichen Verlauf wird Abbruchrate genannt.
In aller Regel wird nicht unterschieden, aus welchem Grund ein Proband die Studie vorzeitig verlassen hat. So kann dieser beispielsweise durch den Prüfleiter von einer Studie ausgeschlossen werden, weil die im Prüfplan festgelegten Einschlusskriterien nicht (oder nicht mehr) erfüllt sind (z. B. eingetretene Schwangerschaft, verschwiegene Vorerkrankungen), oder er kann von sich aus die Teilnahme an der Studie abbrechen (Nebenwirkungen, nachträgliche Bedenken, Zeitmangel usw.). Mitunter wird jedoch eine genauere Einteilung vorgenommen, und zwar je nachdem, ob der Proband aktiv von sich aus die Teilnahme an der Studie abgebrochen hat (Drop-out), vom Prüfleiter aus der Studie ausgeschlossen wurde (Investigator-caused discontinuation), der Nachbeobachtung nicht mehr zur Verfügung stand (Lost to follow-up) oder vom Auftraggeber (Sponsor) ausgeschlossen wurde  (Sponsor-initiated discontinuation). Im Einzelfall muss dies dann im jeweiligen Studienbericht ausgewiesen werden.
Als Drop-outs bezeichnete Probanden sind, streng genommen, von den als Lost to follow-up gekennzeichneten Probanden zu unterscheiden. Mit dem Begriff Lost to follow-up wird in der Forschung in der Regel allgemein das Phänomen bezeichnet, dass der Kontakt zwischen Proband und den untersuchenden Wissenschaftlern – vor allem in der Nachbeobachtungsphase einer Studie – abgebrochen ist (z. B. weil der Proband unbekannt verzogen ist). Dabei kann der Proband die eigentliche Studienphase durchaus abgeschlossen haben. Da in der Praxis eine derartige Unterscheidung aber schwierig sein kann, werden mitunter auch alle Probanden, die bei der Datenauswertung nicht berücksichtigt werden konnten, als lost to follow-up bzw. als Drop-outs ausgewiesen. Im Einzelfall muss dies im jeweiligen Studienabschlussbericht definiert werden.